# 聖フロリアヌスの殉教
『聖フロリアヌスの殉教』（せいフロリアヌスのじゅんきょう、伊: Martirio di san Floriano、英: The Martyrdom of Saint Florian）は、ドイツ・ルネサンス期のドナウ派の画家アルブレヒト・アルトドルファーが1518–1520年ごろ、板上に油彩で描いた作品である。作品はフィレンツェのウフィツィ美術館に所蔵されている。同じくウフィツィ美術館所蔵の『修道院を去る聖フロリアヌス』とともに、本作はシエナ国立美術館のスパンノッキ (Spannocchi) ・コレクション由来で、1914年にウフィツィ美術館の北方ルネサンス絵画のコレクションを豊かにするために行われた作品の交換により収蔵された。

## 背景
ウフィツィ美術館所蔵の『修道院を去る聖フロリアヌス』とともに、本作は「聖フロリアヌスの物語」と題される多翼祭壇画の一部であった。この多翼祭壇画はリンツの参事会教会のために聖フロリアヌスの生涯の逸話を描いたもので、7枚 (元来はおそらく8枚) のパネルが現存している。ほかの5枚のパネルのうち3枚は、ニュルンベルクのゲルマン国立博物館、1枚はプラハ国立美術館にあり、もう1枚はベルリンの個人蔵となっている。元来の多翼祭壇画は、アルトドルファーが1518年にレーゲンスブルクでやはりリンツの参事会教会のために描いた『聖セバスティアヌスの物語と受難の多翼祭壇画』に類似したものになるはずであった。

## 作品

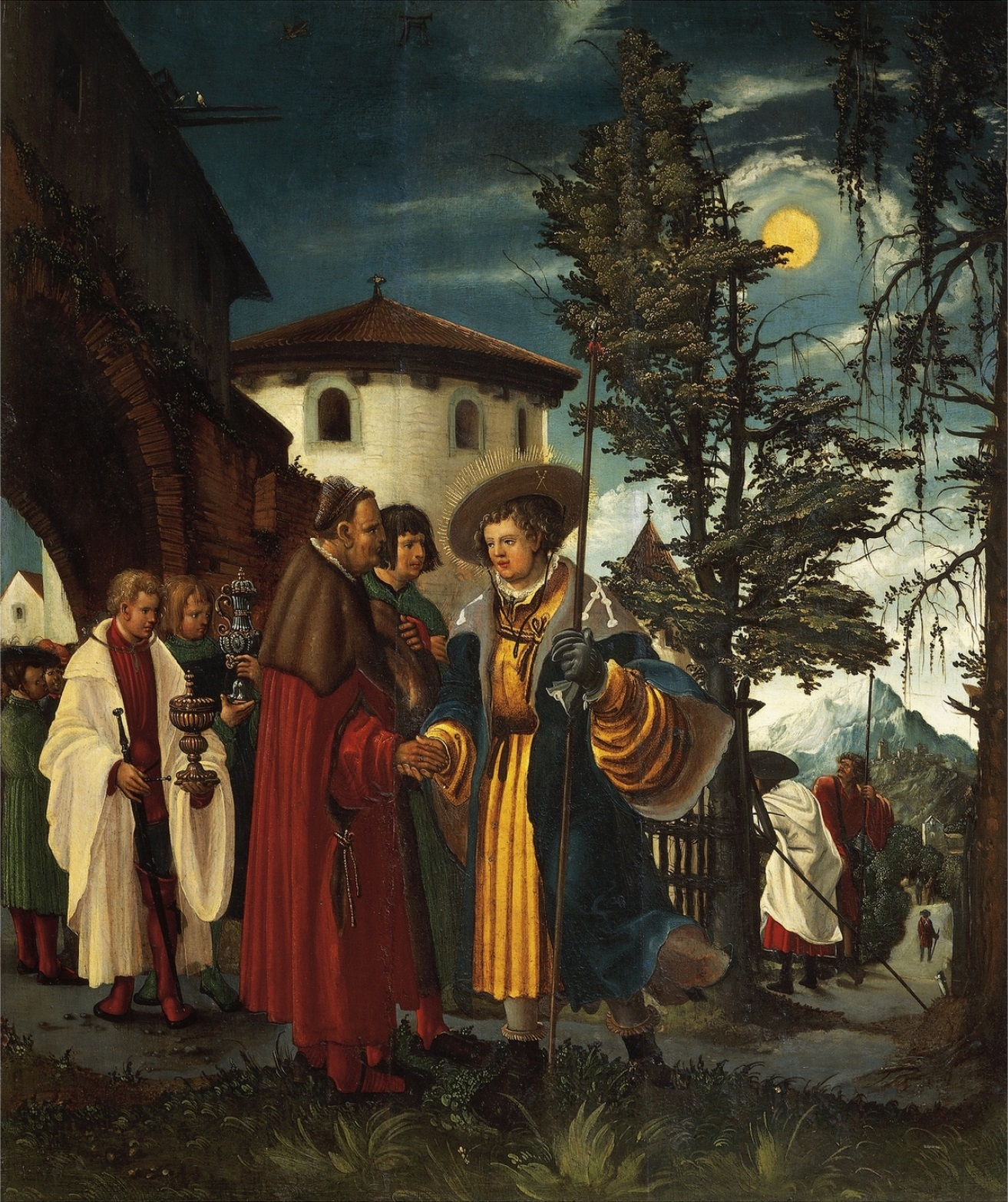
アルブレヒト・アルトドルファー『修道院を去る聖フロリアヌス』 (ウフィツィ美術館)

聖フロリアヌスはエンス (Enns) 出身の古代ローマの兵士で、ディオクレティアヌス帝の迫害時代の304年にオーバーエスターライヒのキリスト教徒を擁護したとされる。彼は執政官アキリヌスの面前で信仰告白をしたため、首に石臼を結び付けられ、イン川に投げ込まれて殉教した。 伝説によると、聖フロリアヌスはたった1杯のバケツの水で火事を消したとされ、しばしば火事の守護者として表される。
画面では、若い聖フロリアヌスが裸で跪いており、彼の背後には拷問者と見物人がいる。聖フロリアヌスの首に括り付けられている大きな石臼が前方にある。彼の殉教を受け入れる姿勢は、他の人物たちの興奮し歪んだ顔の表情と対照をなし、それが彼の聖性を効果的に引き出している。橋の下には美しい川景色が見える。